# Адміністративний поділ Мартиніки

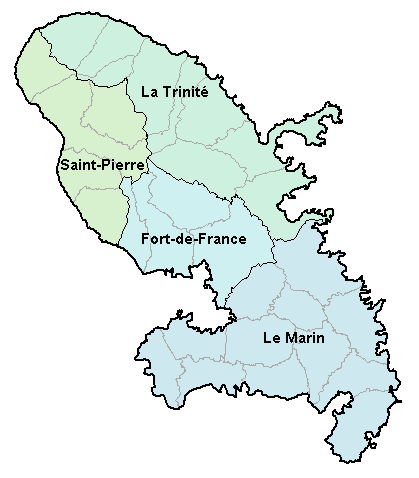

Адміністративний поділ Мартиніки — складається з 4-х округів французького департаменту Мартиніки:
| №     | Округ        | Адміністративний центр | Площа, км² | Населення (2011) | Щільність, осіб/км² |
| ----- | ------------ | ---------------------- | ---------- | ---------------- | ------------------- |
| 1     | Фор-де-Франс | Фор-де-Франс           | 171        | 163 654          | 957,04              |
| 2     | Ла-Тріно     | Ла-Тріно               | 338        | 84 018           | 248,57              |
| 3     | Ле-Марен     | Ле-Марен               | 409        | 121 136          | 296,18              |
| 4     | Сен-П'єр     | Сен-П'єр               | 210        | 23 483           | 111,82              |
| Разом | Разом        | Разом                  | 1128       | 392 291          | 347,78              |